# Igreja de Nossa Senhora dos Navegantes (Porto Alegre)
A Igreja de Nossa Senhora dos Navegantes é um dos templos católicos mais populares da cidade de Porto Alegre. É o foco de uma das maiores festas religiosas do sul do Brasil no dia 2 de fevereiro, quando é comemorada a Senhora dos Navegantes.

## História

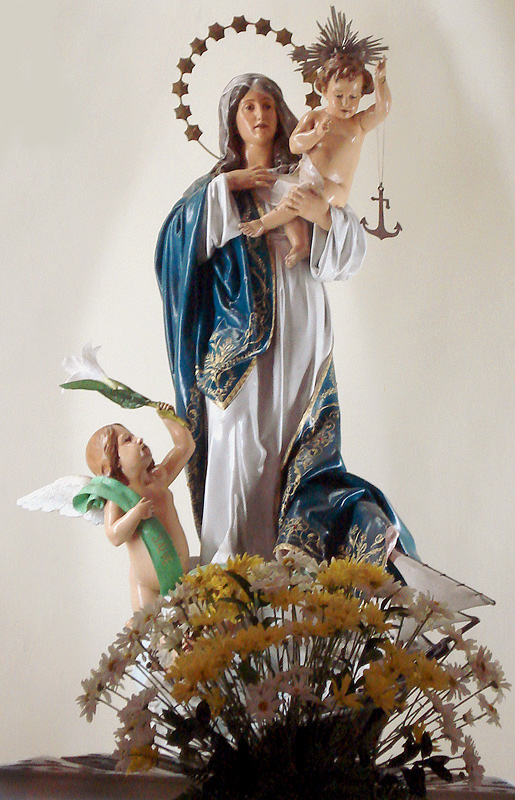
Imagem da Padroeira no altar-mor

A devoção à Senhora dos Navegantes chegou em Porto Alegre em 1869, trazida pelo clero baiano da comitiva do Bispo Dom Sebastião Dias Laranjeira, e sua imagem foi encomendada ao escultor João Afonseca Lapa, da Vila Nova de Gaia, Portugal, pelos portugueses João José de Farias, Joaquim Assunção, Antônio Campos e Francisco Lemos Pinto.
A imagem foi primeiramente instalada na Capela do Bom Fim em 1871, sendo então benta, mas logo em seguida foi levada em procissão até a Capela do Menino Deus, onde ficou por alguns anos até a construção do seu templo próprio.
Em 21 de janeiro de 1875 Margarida Teixeira de Paiva doou um terreno de 700 palmos de comprimento por 540 de largura, situado no fim do Caminho Novo, hoje a Rua Voluntários da Pátria, para construção do primeiro templo dedicado à Senhora dos Navegantes e uma praça em frente. Poucos dias depois, uma provisão episcopal autorizou a construção da capela, que foi erguida em madeira.
Contudo, de início os portugueses proprietários da imagem não consentiram com a sua remoção da Capela do Menino Deus, até que houve um acordo e, então, a imagem foi levada em procissão fluvial à sua nova casa. Esta primeira capela foi destruída pelo fogo e, em 1896, foi erguida outra no mesmo lugar, já de alvenaria e, no ano seguinte, foi promovida a sede do curato. Esta segunda capela também foi consumida pelas chamas em 21 de dezembro de 1910, junto com a antiga imagem da padroeira e os arquivos eclesiásticos, salvando-se apenas o cálice da comunhão e o bastão do juiz.

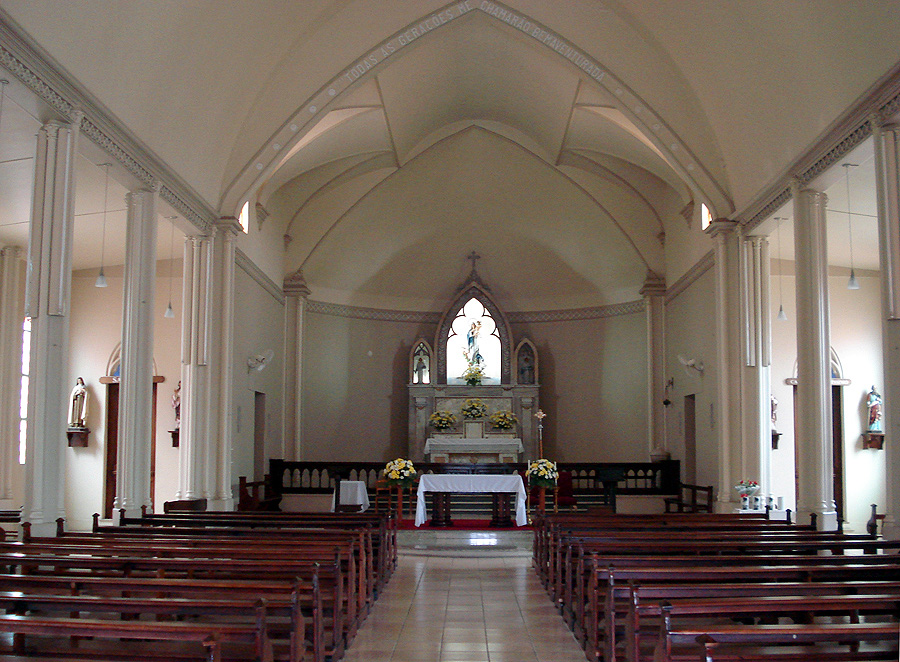
Aspecto do interior

Novamente a comunidade reergueu o local de culto, agora ampliado, terminado em 1912 e inaugurado solenemente em 23 de março de 1913, com uma estátua da Virgem feita à semelhança da que se perdera no incêndio, também obra de João Lapa. Em 28 de junho de 1919 o curato foi elevado a paróquia. Em 1935 a igreja passou por obras de ampliação, adicionando-se naves laterais e reformando-se a decoração, com as obras sendo concluídas em 1945. Em 1982 a igreja foi incluída pela Prefeitura Municipal no Inventário dos Bens Imóveis de Valor Histórico e Cultural de Expressiva Tradição. Em agosto de 2004 o piso foi restaurado.
O edifício tem um estilo neogótico simplificado, com torre única centralizada e duas naves laterais com uma série de arcobotantes, pequenos pináculos e pilastras destacadas no exterior. Sobre a porta de entrada existe um baixo-relevo com a imagem da Santa salvando náufragos. No interior as três naves são decoradas com simplicidade, destacando-se porém um grande crucifixo à esquerda da entrada, o coro, a série de vitrais com figuras diversas nas janelas e a imagem da Padroeira no altar-mor, que é um fino exemplar de escultura sacra.

## Festa de Navegantes

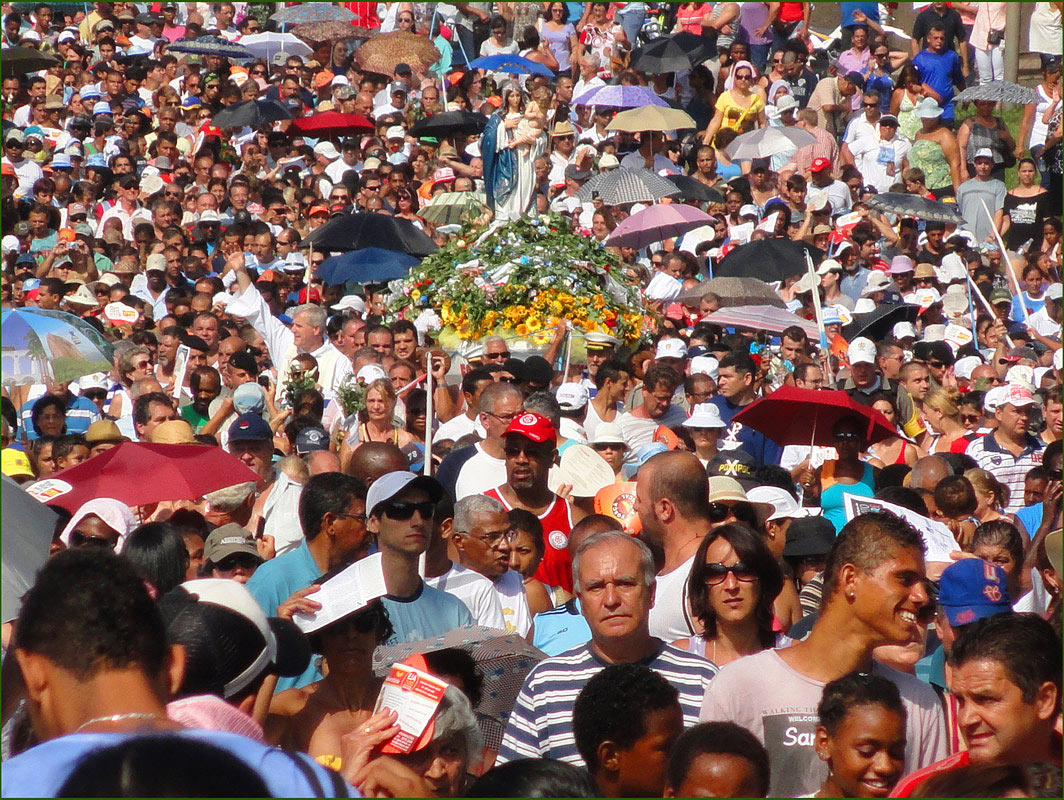
Procissão de Nossa Senhora dos Navegantes

A igreja é o principal foco das comemorações em honra de Nossa Senhora dos Navegantes, a maior festividade religiosa da cidade e uma das maiores do sul do Brasil. A festa inicia em meados de janeiro e culmina em uma grande procissão no dia 2 de fevereiro, quando a imagem é levada da  Igreja de Nossa Senhora do Rosário, onde fica exposta por alguns dias, até a de Navegantes. Antigamente a imagem era levada de barco pelo rio Guaíba, acompanhada de centenas de embarcações decoradas e apinhadas de povo, mas desde 1989 a procissão fluvial oficial foi descontinuada por medida de segurança.
Não obstante, particulares e pescadores ainda fazem uma procissão fluvial paralela à procissão oficial terrestre. Em 2008 a procissão paralela contou com cerca de 130 embarcações, partindo da Ilha da Pintada, passando pela Usina do Gasômetro, pelo Cais do Porto e finalizando no Parque Náutico do Estado, a pouca distância da igreja. Na praça diante da Igreja dos Navegantes é montada uma feira com muitas barracas para venda de alimentos, bebidas, medalhas, santinhos e outros artigos.
A festa desde a década de 1920 vem atraindo grande quantidade de devotos de Iemanjá, e o consumo de melancia, fruta associada ao orixá, tornou-se uma das tradições mais populares associadas ao evento. Em 2010 a Prefeitura declarou a festa Patrimônio Histórico Imaterial de Porto Alegre.